# Skorpo (Kvinnherad)
Ne doit pas être confondu avec Skorpo, Skorpo (Fjell) ou Skorpo (Alver).
Skorpo est une île dans le landskap Sunnhordland du comté de Vestland. Elle appartient administrativement à Kvinnherad.

## Géographie
Rocheuse et couverte d'une légère végétation, montagneuse, elle s'étend sur environ 3,525 km de longueur pour une largeur approximative de 1 km. 